# Káto Pediná
Káto Pediná, en grec moderne : Κάτω Πεδινά, est un village du dème de Zagóri, district régional d'Ioánnina, en Épire, Grèce.
Selon le recensement de 2011, la population du village compte 41 habitants.
Située à la sortie sud-est du village, l'église des Taxiarques présente d'importantes fresques du XVIIIe siècle.